# 메기온

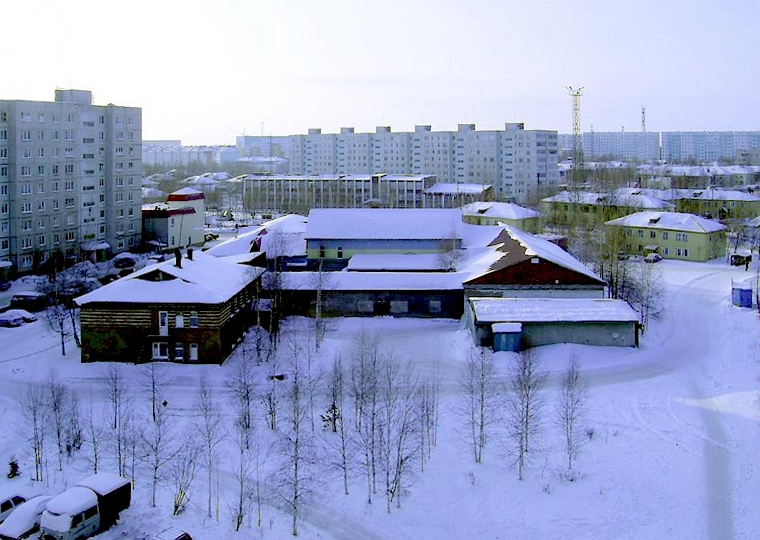

메기온(러시아어; Мегио́н)은 한티만시 자치구 니주네바르토프스키 군에 속해 있는 도시이다. 오비 강이 흐른다.
인구는 5만1,600명이다.